# Don'o Donev
Don'o Petrov Donev (in bulgaro Доньо Донев?; Berkovica, 27 giugno 1929 – Sofia, 28 novembre 2007) è stato un animatore, regista e artista bulgaro.

## Formazione
Laureato all'Accademia Nazionale di Belle Arti di Sofia, dove ha studiato arte grafica dal 1949 al 1954 avendo come docente l'artista Ilija Beškov. Successivamente, ha frequentato un corso nel 1959 in Mosca, presso la Sojuzmul'tfil'm.

## Biografia
Il suo primo cartone è stato Gruh e Gruška (1957) cui ha fatto seguito Duet (1961), premiato ai festival cinematografici di Varna (1962) e Vienna (1964).
Ha lavorato come caricaturista per il giornale bulgaro Večerni novini (1954-1956). A partire dal 1956 è stato dapprima disegnatore e creativo e successivamente, dal 1970 al 1993, ha ricoperto il ruolo di direttore del Dipartimento dei cartoni animati presso lo Studio di Animazione di Sofia (SAF). 
Nel 1970 ha creato il cortometraggio Trimata glupaci ("I tre sciocchi") che nel paese ebbe un immediato successo, tanto che è divenuta una serie alla quale ha lavorato fino al 1990, producendo dieci film, ognuno dei quali ha ricevuto premi e riconoscimenti in vari festival internazionali. Altri film degni d'essere ricordati sono Hepi End (1969), Umno selo (1972), De fakto (1973) e Kauza perduta (1977).
Negli anni '90 è stato redattore capo del giornale satirico "Trimata glupaci" e, come editore, ha pubblicato il magazine umoristico "Fras" (Bang!). Numerose le mostre internazionali a cui ha preso parte con le sue vignette satiriche.
Nell'ambito della 12ª edizione del Film Festival Visionaria, tenutasi presso il Santa Maria della Scala di Siena nel 2003, Sergio Micheli, con l'ideazione, il coordinamento e l'organizzazione di Barbara Mottola, realizzò la rassegna L'animazione Bulgara dal 1970 ad oggi, comprendente, oltre agli autori storici dell'animazione e del disegno di quel paese, tra i quali Don'o Donev, Rumen Petkov, Todor Dinov, Ivan Veselinov, Anri Kulev ed altri e comprendente anche la mostra personale delle pitture e dei rodovetri di Slav Bakalov. Nell'ambito della mostra un'ampia selezione di film d'animazione
Docente per molti anni all'Accademia Nazionale per le Arti teatrali e cinematografiche (NAFTA), dove ha insegnato animazione e regia, ha ricevuto l'alto riconoscimento governativo con il conferimento dell'Ordine dei Santi Cirillo e Metodio.